# 26. U-Flottille
Die 26. Unterseebootflottille, kurz 26. U-Flottille, war ein militärischer Verband der ehemaligen deutschen Kriegsmarine im Zweiten Weltkrieg.

## Geschichte
Die Flottille wurde im April 1941 als U-Boots-Ausbildungsflottille gebildet. Stützpunkt war bis Februar 1945 Pillau, dann bis Kriegsende Warnemünde. Die Flottille diente primär der Torpedoschießausbildung für U-Boot-Kommandanten. Ein typischer Kommandantenschießlehrgang dauerte drei bis vier Wochen. Wohn- und Beischiff der Flottille war die Duala.

## Flottillenchefs
- 15. April 1941–15. Januar 1943: Korvettenkapitän Hans-Gerrit von Stockhausen
- 19. Januar 1943–April 1943: Korvettenkapitän Karl-Friedrich Merten
- April 1943–9. April 1945: Korvettenkapitän/Fregattenkapitän Helmut Brümmer-Patzig
- 10. April 1945–8. Mai 1945: Korvettenkapitän Ernst Bauer

## Ausbildungsboote
U 37, U 46, U 48, U 52, U 80, U 101, U 351